# 張夢鯉 (嘉靖進士)
張夢鯉（1533年—1597年），字汝化，别號龍池，山東登州府萊陽縣人，軍籍，明朝政治人物。

## 生平
嘉靖三十四年（1555年）山東鄉試第十八名，嘉靖三十五年聯捷會試一百二十七名，二甲第五十七名進士。刑部观政，初授戶部主事，四十四年復除兵部，四十五年升員外郎、車駕司郎中。隆慶改元（1567年），升河南開封府知府，五年正月升陕西按察司副使。萬曆元年（1573年）八月，升任山西布政司右参政。四年十月升江西按察使，五年四月升山西右布政使，六年七月升左布政，十二月升都察院右佥都御史、整饬蓟州等处边备兼巡抚顺天等府地方，九年二月升右副都御史、巡抚甘肃地方，四月升大理寺卿，十年正月以病乞休。万历二十五年病卒，得年六十五，四月賜祭葬。

## 家族
曾祖張允；祖父張相；父張錕，贈兵部员外郎。母蓋氏，贈安人加宜人。兄张崇儒。
後世科名興盛，成為當地望族。四子：長子張嗣誠，万历二十三年进士；嗣谟、嗣谊、嗣谅。张嗣谟，剑州知州，有子善徵、瑞徵、明徵。張瑞徵，顺治九年（1652年壬辰科）进士。

## 著作
有《文绣阁诗草》。